# Równia Szaflarska
Równia Szaflarska – część miasta Nowego Targu w województwie małopolskim, w powiecie nowotarskim. Główny obszar budownictwa wielorodzinnego w mieście.

## Nazwa
Rówień, albo Równia, to w gwarze podhalańskiej określenie stosunkowo płaskiego i dużego miejsca, najczęściej bezleśnego, pojawiające się na przykład w nazwie zakopiańskiej Równi Krupowej. Nazwa Równi Szaflarskiej odnosi się do pobliskiej wsi Szaflary.
Potoczna nazwa Równi Szaflarskiej to Bloki. Określenie na blokach pojawia się w prasie lokalnej.

## Położenie
Równia Szaflarska to południowa część Nowego Targu w województwie małopolskim. Znajduje się na wysokości od 585 do 627 m n.p.m., między ul. Krakowską (częścią drogi krajowej nr 47, tzw. zakopianki) a korytem Białego Dunajca. Na południu sięga do granic miasta, a na północy jest ograniczona Aleją Tysiąclecia. Liczy około 16000 mieszkańców. Dominuje tu budownictwo wielorodzinne.
Ma połączenia autobusowe z centrum miasta, dworcem autobusowym, Borem i północnymi częściami miasta, w tym Kowańcem.

## Historia

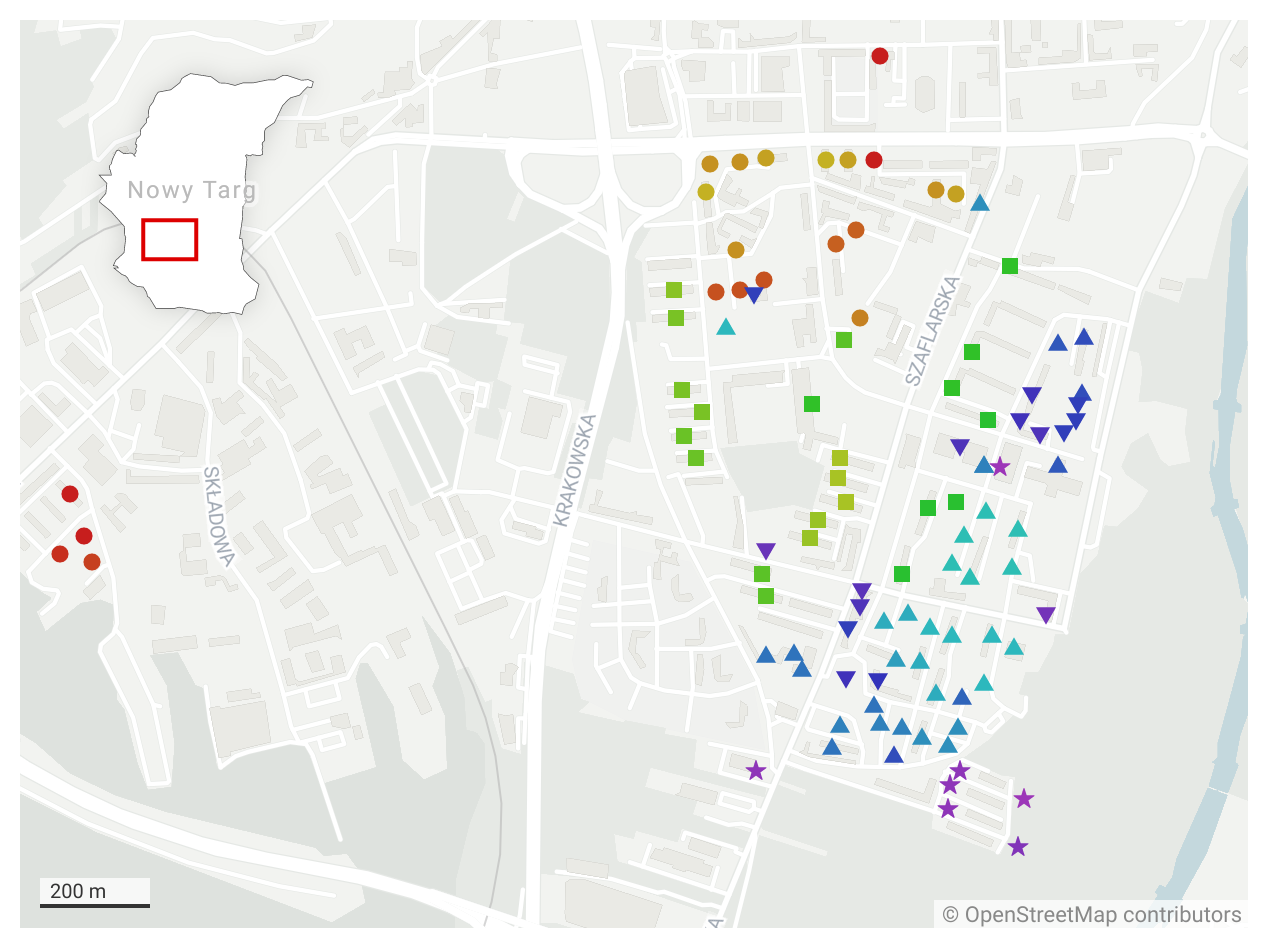
Rozwój zabudowy na Równi Szaflarskiej w kolejnych dekadach

Przed II wojną światową obszar Równi Szaflarskiej zajmowały pola uprawne. Wytyczonych były jedynie kilka dróg (obecne ulice Na Równi, Szaflarska, Ku Studzionkom i Podtatrzańska), przy których znajdowało się kilkanaście zabudowań.
Sytuacja zmieniła się w nowych warunkach politycznych po wojnie. Rozpoczęcie działalności w 1955 roku przez Nowotarskie Zakłady Obuwia (późniejsze Nowotarskie Zakłady Przemysłu Skórzanego "Podhale") spowodowało gwałtowny napływ ludności do Nowego Targu. W tym czasie miasto liczyło około 12 tysięcy mieszkańców, mieszkających głównie w niewielkich domach drewnianych i kamienicach zlokalizowanych w Rynku i okolicznych ulicach.
Początkowo pracownicy kombinatu byli dokwaterowywani przymusowo w istniejących budynkach. Budownictwo komunalne na osiedlu Świerczewskiego (obecnie Topolowym) nie było w stanie pomieścić przybywającej ludności. Zapadła decyzja o budowie nowych budynków, początkowo na osiedlu Bór i przy ul. Królowej Jadwigi.
Pierwszy budynek wielorodzinny na terenie Równi Szaflarskiej powstał w 1960 roku, przy Alei Tysiąclecia 40. W przeciwieństwie do pierwszych budynków, na os. Bór i przy ul. Królowej Jadwigi, które były budowane w technologii tradycyjnej, budynki na Równi Szaflarskiej były budowane w technologii KDK (tzw. "płyty żerańskiej"), pozwalającej na szybsze wznoszenie budynków. Do 1972 roku po zachodniej stronie ul. Szaflarskiej powstało ponad 20 budynków wielorodzinnych, a także budynki Szkoły Podstawowej nr 2, Technikum Mechanicznego, przedszkola i sklepów.

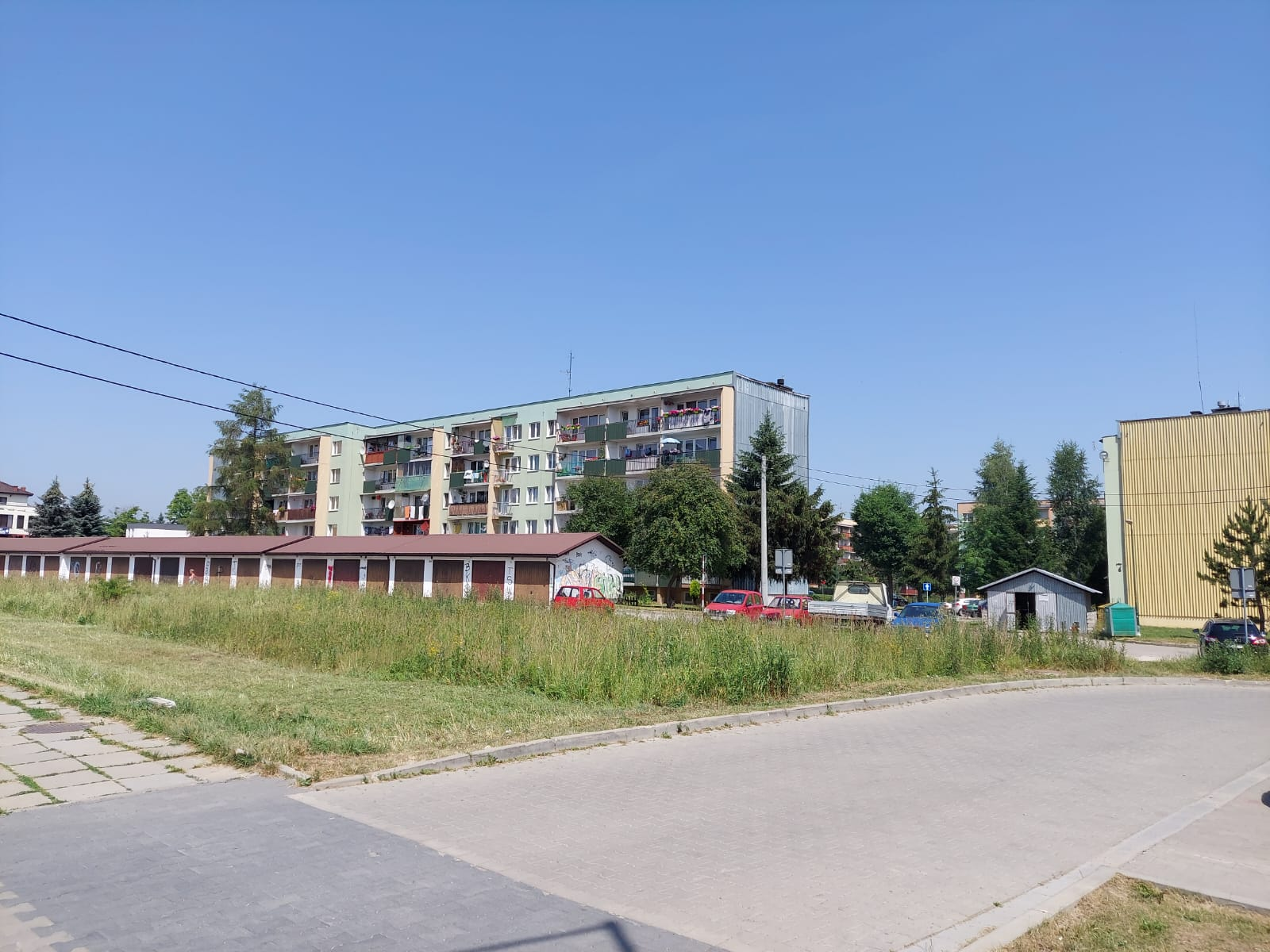
Blok na ul. generała Władysława Sikorskiego 1, oddany w roku 1986

W latach 1973–1982 wybudowano kolejne budynki wielorodzinne po wschodniej stronie ul. Szaflarskiej przy użyciu nowej technologii OWT (tzw. "wielkiej płyty"). W okresie tym powstało również osiedle domów jednorodzinnych (os. Witosa), a także nowe drogi, kotłownia, apteka i przychodnia. W latach 1976–1978 zbudowano pawilon handlowo-usługowy z klubem osiedlowym (obecny Spółdzielczy Dom Kultury).

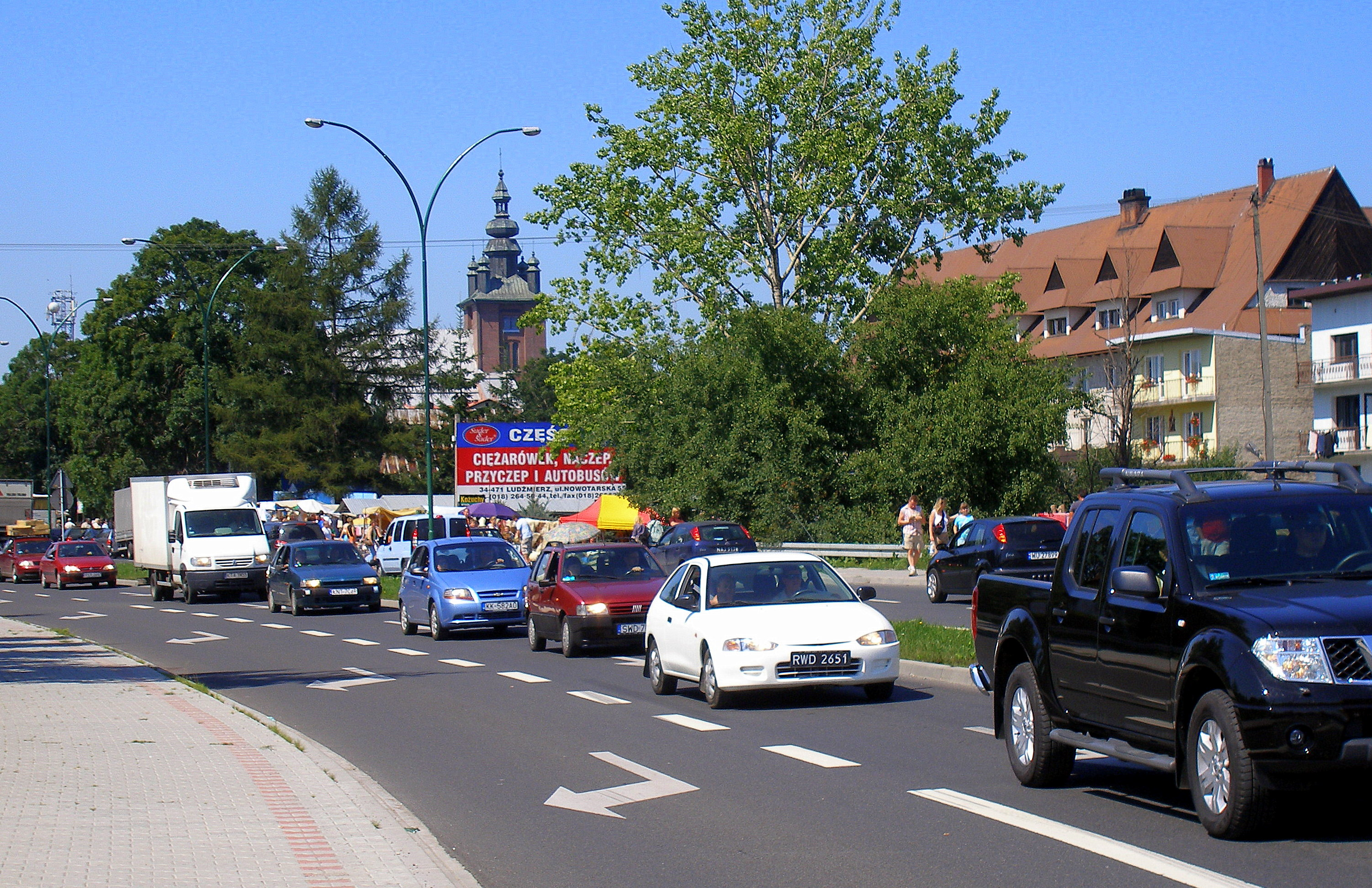
Aleja Tysiąclecia oddzielająca starą część miasta od nowej

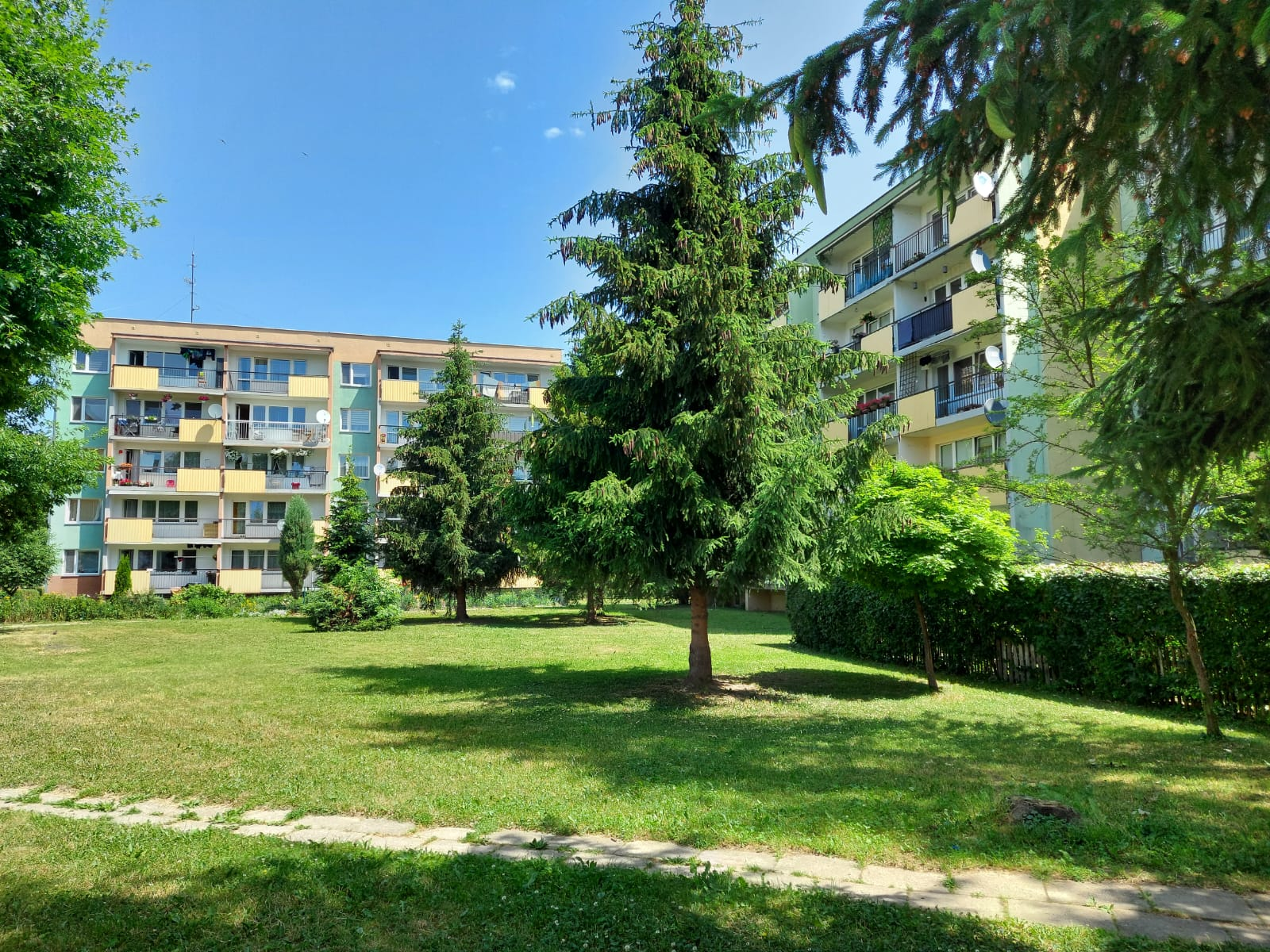
Bloki na ul. generała Władysława Sikorskiego 5 i 7 z 1986 i 1985 roku

Przełom lat 70. i 80. przyniósł początek kryzysu w budownictwie, w szczególności braki w materiałach. Okazało się również, że system OWT nie nadaje się dla warunków Podhala. Pozyskiwanie terenów pod budownictwo mieszkaniowe odbywało się na zasadzie przymusowych wywłaszczeń. Rozwój osiedli wzbudzał antagonizm między rodowitymi nowotarżanami, a głównie napływowymi mieszkańcami bloków. Aleja Tysiąclecia stała się linią dzielącą dwie grupy mieszkańców miasta.

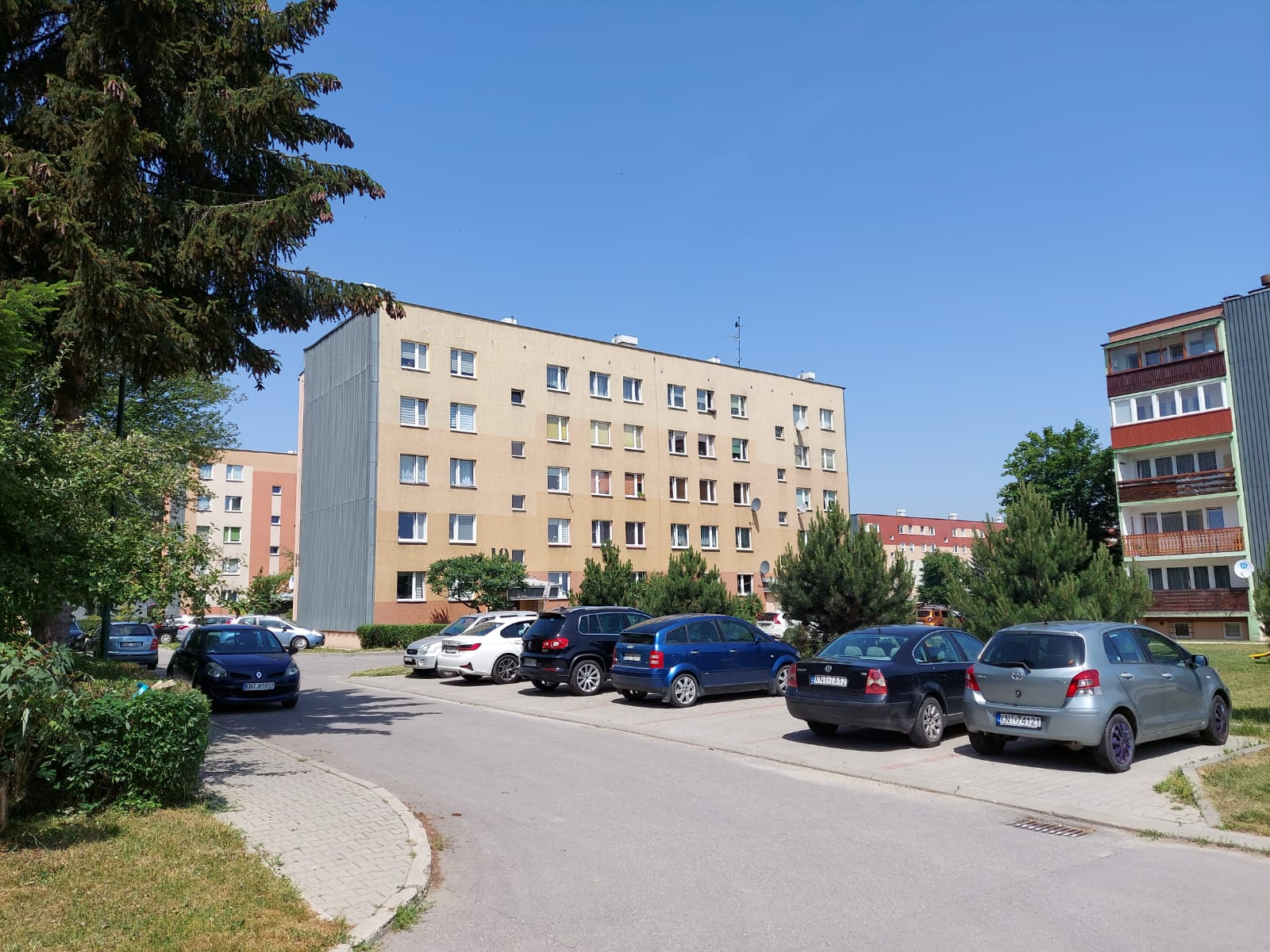
Blok na ul. generała Władysława Sikorskiego 19, oddany w roku 1987

U schyłku PRL-u nastąpiło spowolnienie oddawania kolejnych budynków wielorodzinnych. W połowie lat 80. powstał jeszcze zespół handlowo-usługowy na pl. Evry, a w 1988 roku oddano do użytku Szkołę Podstawową nr 11. Zmiany ustrojowe doprowadziły do zaniechania wielu projektów, takich jak budowy basenu przy Szkole Podstawowej nr 11, jak również przedszkola, żłobka, czy przychodni przy ul. Szaflarskiej. Zarzucona została budowa nowej centralnej ciepłowni z ponad 70-metrowym kominem.

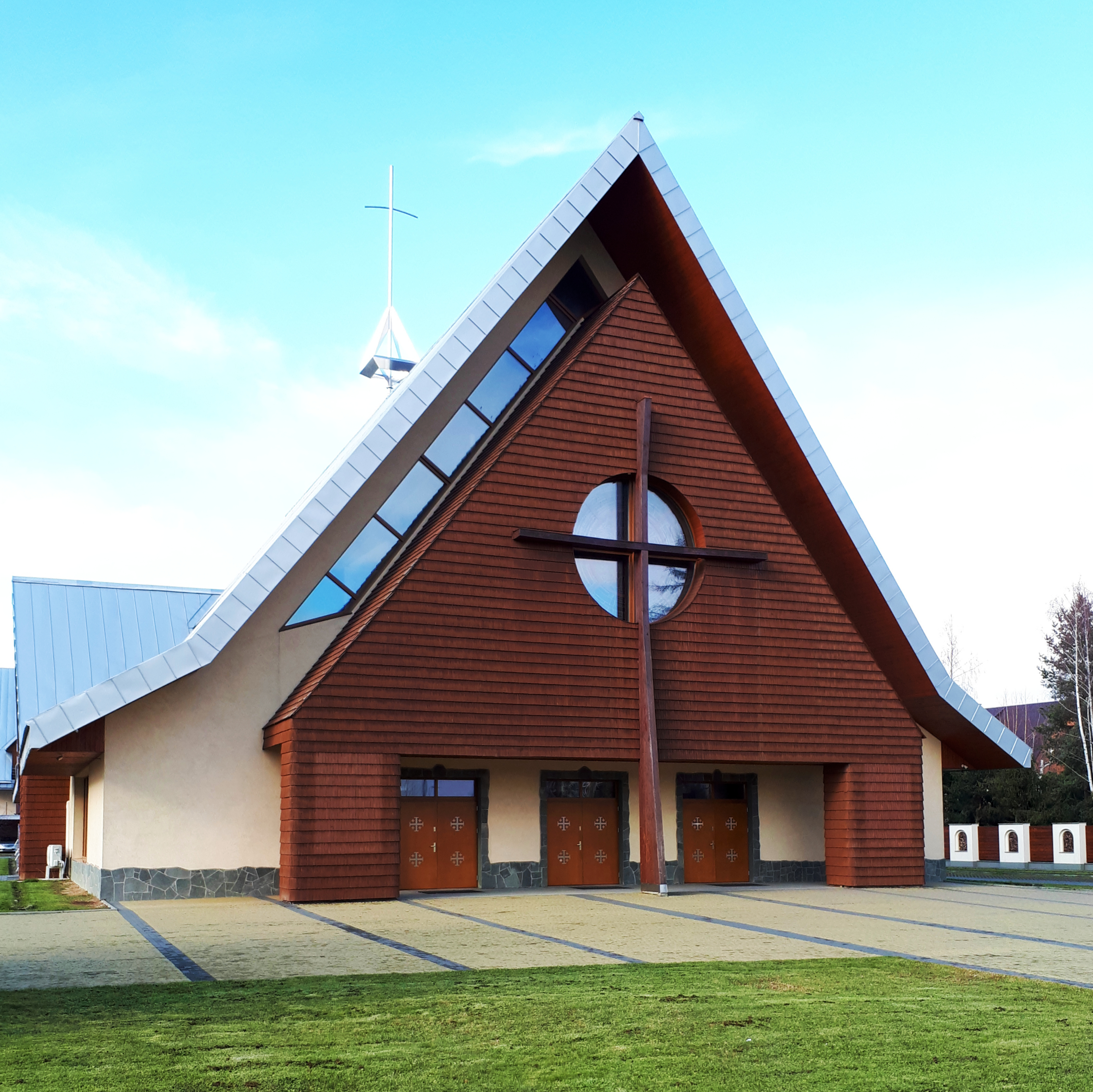
Kościół św. Jana Pawła II w Nowym Targu

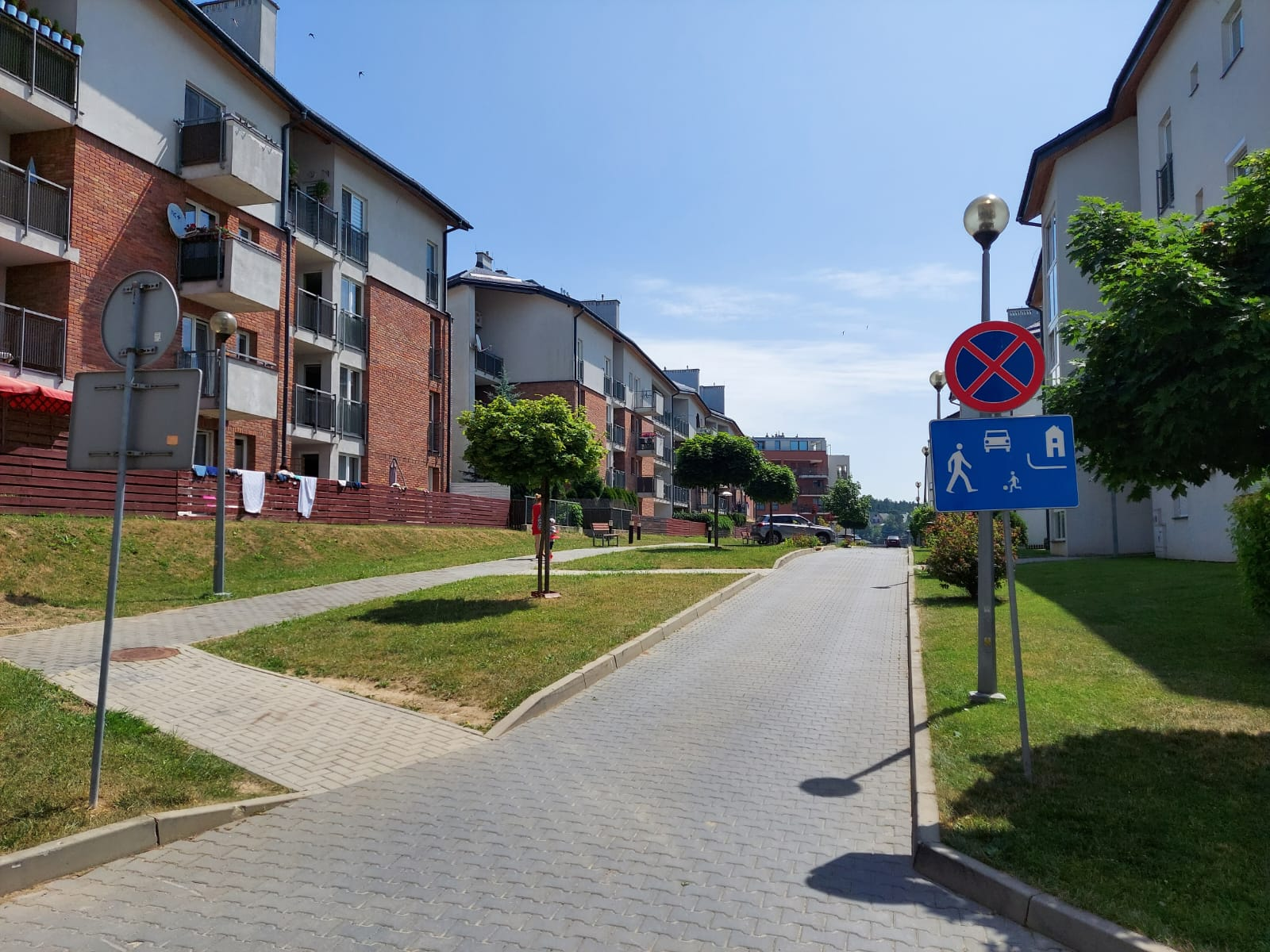
Ulica pomiędzy Polaną Szaflarską 3 i 4

Po wieloletniej przerwie, z inicjatywy prywatnego inwestora, w 2007 roku rozpoczęto budowę nowego osiedla budynków wielorodzinnych – Polany Szaflarskiej, zakończoną w 2011. W 2011 roku ukończono również kościół św. Jana Pawła II – pierwszy kościół pasywny w Europie. W latach 2011–2014 wybudowano basen przy pl. Evry. W 2021 roku ruszyła budowa nowego odcinka ul. Sikorskiego, pełniącej rolę wschodniej obwodnicy Nowego Targu. W 2022 roku zakończyła się budowa bloku w ramach programu Mieszkanie Plus.

## Obiekty
Przy ul. Szaflarskiej 94 stoi, wpisana do rejestru zabytków, kapliczka Niepokalanego Poczęcia NMP. Nad Białym Dunajcem znajduje się Nowotarska Strefa Relaksu – miejsce aktywnego wypoczynku, stworzone w ramach budżetu obywatelskiego 2016 roku. Miejsce to jest zagrożone planami budowy południowej obwodnicy Nowego Targu. W pobliżu znajduje się kładka pieszo-rowerowa nad Białym Dunajcem, prowadząca na teren lotniska i Boru na Czerwonem, wybudowana w latach 2008–2010. W 2021 roku przy ul. Sikorskiego utworzono miasteczko komunikacyjne.

## Sport

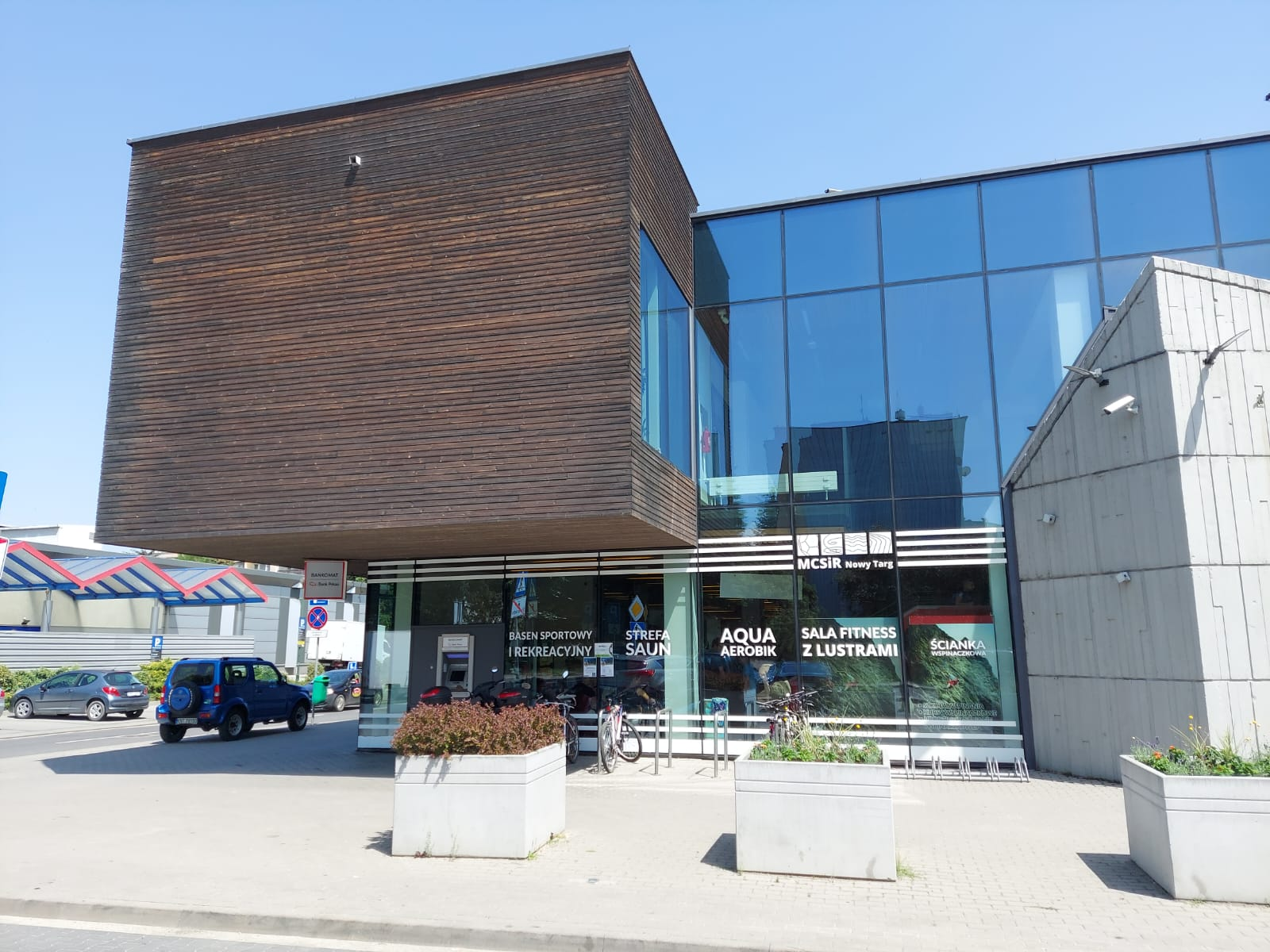
Basen miejski

Przy Alei Tysiąclecia znajduje się Miejska Hala Sportowa "Gorce", z boiskami, stadionem lekkoatletycznym i kortami tenisowymi. W pobliżu dostępne są również trasy do narciarstwa biegowego.